# Morning Glory Cloud

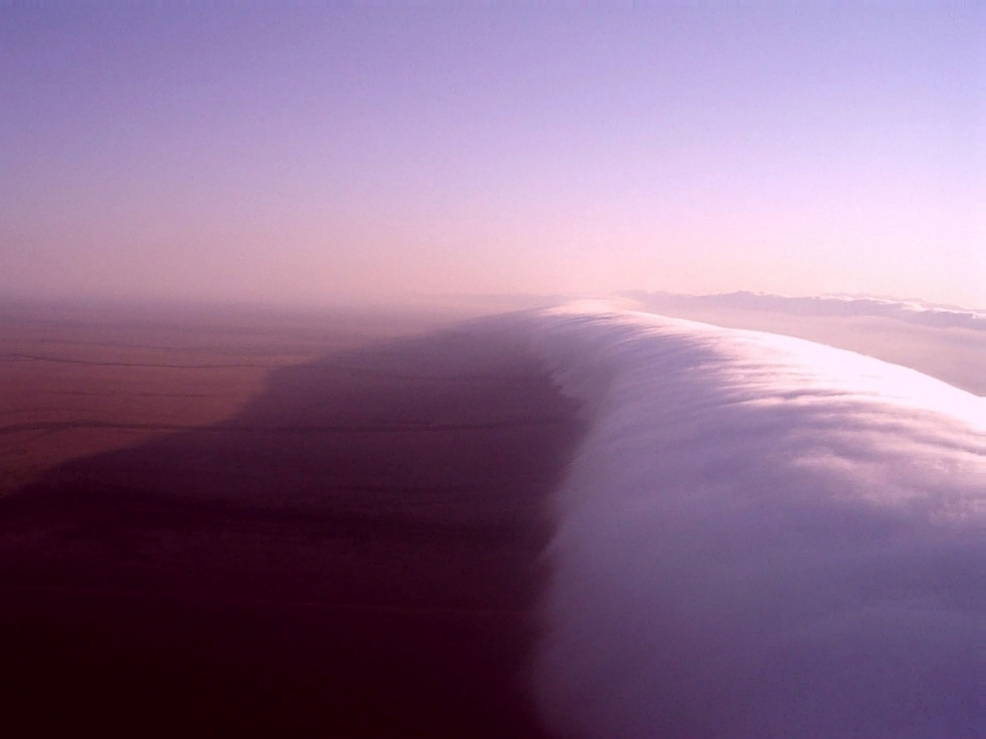
Morning Glory Cloud nahe Burketown.

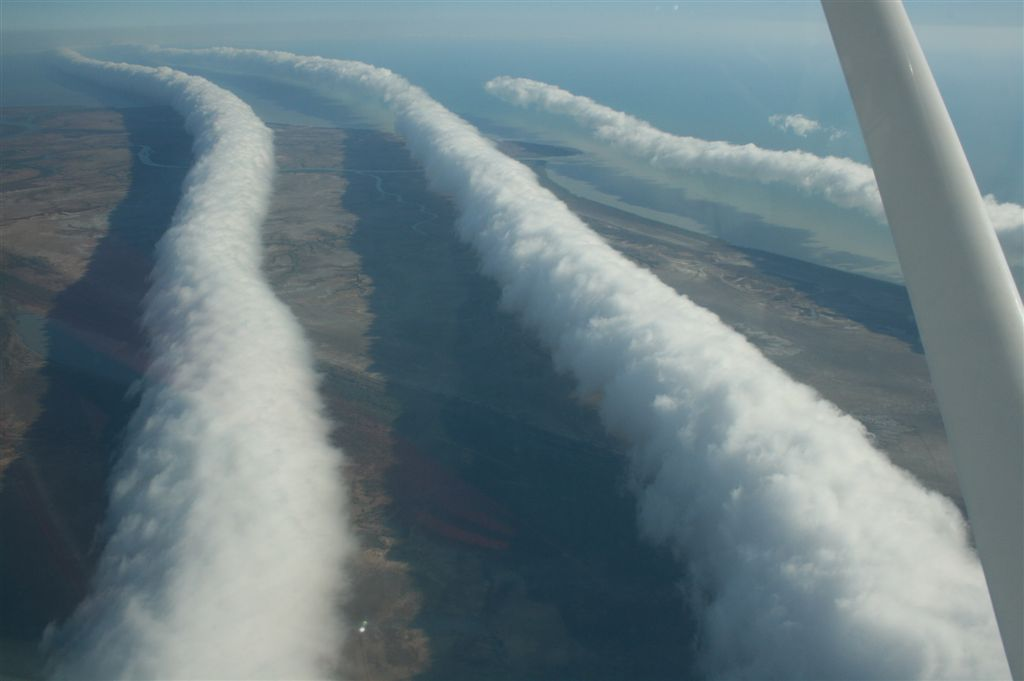
Luftaufnahme der Morning Glory Cloud (zwischen Burketown und Normanton (Queensland)). Ein Auftreten mehrerer Wellenfronten wie hier ist eher selten.

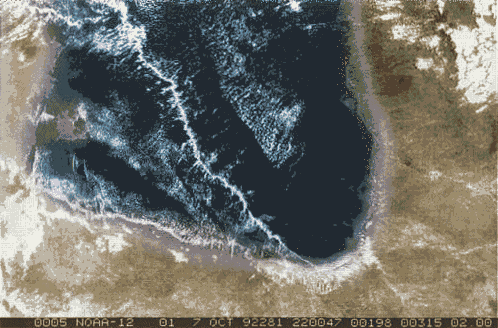
Satellitenbild der Morning Glory Cloud über dem Golf von Carpentaria.

Bei der Morning Glory Cloud handelt es sich um ein Grenzschichtphänomen. Dieses Phänomen kann regelmäßig im nordaustralischen Golf von Carpentaria zur Frühlingszeit (auf der Südhalbkugel) beobachtet werden. Dabei handelt es sich um eine scheinbar rollende Wolke (Roll Cloud), ein sog. atmosphärisches Soliton, von mehreren hundert Kilometern Länge, aber nur ein bis zwei Kilometern Höhe und Breite, die eine Geschwindigkeit von bis zu 60 km/h erreichen kann.
Ihren Namen hat sie nach der Ankunftszeit (Morgendämmerung) an der Küste von Queensland erhalten. Der Frontseite der Wolke gehen starke Aufwinde voran, während im hinteren Bereich der Wolke die Luft absinkt und turbulent wird. Auf diese Weise entsteht eine augenscheinliche, rollende Bewegung.
Die Wolke bietet ideale Bedingungen für Segel- und Drachenflieger und ist daher zum „Wolkensurfen“ besonders beliebt.

## Entstehung
Wenn Seewinde von beiden Seiten der Kap-York-Halbinsel aufeinandertreffen, erzeugen sie eine Konvergenz, die als atmosphärische Welle zu wandern beginnt. Die feuchte Luft kondensiert auf der Spitze dieses Wellenkamms und bildet die so charakteristische Wolke, die von weiteren Ostwinden westwärts getragen wird.
Die Entstehung der Morning Glory Cloud ist noch nicht restlos erforscht. Zurzeit versucht man anhand dieses einigermaßen regelmäßig auftretenden Wolkenphänomens Vorhersagemodelle für tropische Stürme zu entwickeln.